# Всеукраїнське етнографічне товариство
Всеукраїнське етнографічне товариство — об'єднання науковців, викладачів вишів, студентів, учителів, краєзнавців для розгортання етнографічної роботи в Україні, створене у березні 1928 на базі Київського етнографічного товариства (заснованого 1925 року). Складалося з наукової музейної та організаційно-фінансової комісій і єврейської та польської секцій. На місцях ВУЕТ мало відділення та етнографічні гуртки. На 1930 об'єднувало понад 300 членів. У роботі ВУЕТ брали активну участь В. Ганцов, М. Грінченко, Н. Заглада, В. Камінський, К. Квітка, О. Курило, О. Малинка, А. Онищук, Є. Рихлик, Д. Щербаківський та ін. Головний напрям роботи — систематичне дослідження народного побуту, зокрема народної архітектури, зразків давньої техніки, святкових та обрядових звичаїв, народної лічби й міри, народної медицини, побуту національних меншин. Проводилося також стаціонарне комплексне вивчення с. Українка. Результати досліджень друкували в «Записках НТШ у Львові» та власних виданнях — «Записки Етнографічного товариства» (1925), інформаційному «Бюлетені» (1927—28), ж. «Побут» (1928—30). ВУЕТ видавало також програми для збирання етнографічних матеріалів.
На початку 1930-х рр. діяльність товариства припинена.